# Pavla Pečinková
Pavla Pečinková (* 17. února 1951 Brno) je historička umění, kurátorka, výtvarná kritička, vysokoškolská pedagožka na Katedře dějin umění a estetiky Vysoké školy uměleckoprůmyslové v Praze.

## Život
Původně chtěla být malířkou a navštěvovala Lidovou školu umění v Brně, kde učil Robert Hliněnský. V letech 1965–1970 absolvovala obor malba na Střední uměleckoprůmyslové škole v Brně. V letech 1970–1975 studovala výtvarnou výchovu a bohemistiku na Filozofické fakultě Univerzity Palackého v Olomouci (prof. A. Nádvorníková, Jiří Skalička). Přihlásila se jako pomocná vědecká síla k doc. Skaličkovi a pro seminární práci zvolila téma, které spojovalo výtvarné umění a literaturu - výtvarné studie a kritiky bratří Čapků před první světovou válkou. Roku 1978 obhájila doktorát z dějin a teorie výtvarného umění na Filozofické fakultě Univerzity Palackého v Olomouci s prací Prohloubit přítomnost. Výtvarné studie a kritiky bratří Čapků v období před první světovou válkou. V letech 1978–80 absolvovala postgraduální studium estetiky a výtvarné kritiky (doc. Miloš Jůzl, prof. Petr Wittlich) na Filozofické fakultě Karlovy univerzity v Praze.
Interní aspiranturu v Národní galerii v Praze v letech 1980–1985 ukončila roku 1988 obhajobou kandidátské disertace: K vývojovým souvislostem teorie a kritiky předválečné generace (školitel Jiří Kotalík). V Národní galerii se seznámila s Marií Klimešovou, která ji seznámila s neoficiální výtvarnou scénou a v okruhu autorů samizdatu Někdo něco s Ludvíkem Hlaváčkem.
Pracovala jako korektorka v nakladatelství Mladá fronta (1975–1980) a jako odpovědná redaktorka v nakladatelství Odeon (1985–1990). Kritické texty publikovala nejprve v ineditních sbornících, pravidelněji je začala zveřejňovat na začátku devadesátých let v časopisech Ateliér, Umění a řemesla, Umění, Literární noviny a Kritické příloze Revolver Revue. Počátkem 90. let si kunsthistorik Jaroslav Slavík, v té době největší znalec výtvarného díla Josefa Čapka, vybral Pavlu Pečinkovou za svého nástupce a předal jí svůj archiv.
Od roku 1990 je odbornou asistentkou Katedry dějin umění a estetiky VŠUP v Praze, od roku 1997–2003 byla vedoucí Katedry dějin umění a estetiky, 2003–2007 prorektorka VŠUP pro studijí záležitosti, vědu a výzkum. V letech 1991–1997 byla též odbornou asistentkou na Pedagogické fakultě UK v Praze. Od roku 1997 je členkou vzdělávací komise nadace VIZE 97 Dagmar a Václava Havlových, v letech 1998–2004 byla členkou správní rady Moravské galerie v Brně.

### Ocenění
- 1993 Cena Literárních novin za kritiku
- 2003 medaile Společnosti bratří Čapků

## Dílo
V 80. letech se podílela na ineditních sbornících Mutějovice (1984), sborníku věnovaném Jindřichu Chalupeckému (1985), Někdo něco (1986), Opatov 1986, Opatov 1990. Soustavně se zabývá moderním českým uměním.
Během studia navázala na práci kunsthistorika Jaroslava Slavíka, který začal budovat archiv malířských děl, kresby a grafiky Josefa Čapka a byl kurátorem řady jeho výstav v letech 1960-1995 a katalogů. V 90. letech tento archiv převzala a postupně vydává soupis Čapkova díla, počínaje grafikou (2009). Soupis kreseb Josefa Čapka z veřejných sbírek a pozůstalosti vyšel ve dvou svazcích roku 2019. Název Pracoval jsem mnoho... převzala z jeho vlastního textu v knížce Psáno do mraků.
Pečinková připravuje soupis karikatur, užité tvorby a scénografií. Jako poslední vyjde soupis grafiky a malby. Je editorkou vybraných textů Josefa Čapka a působí jako recenzentka publikací o díle Josefa Čapka.
Byla kurátorkou výstav Jiřího Sopka, Kurta Gebauera, Stanislava Judla, Viktora Karlíka, Zbyška Siona a Věry Novákové a souborných výstav v Jízdárně Pražského hradu - Josefa Lady (1998), Josefa Čapka (2009) a výstavy Josefa Lady v Obecním domě (2007). Roku 2007 vyšel výbor z jejích kritických statí pod názvem Je třeba si vybrat (Revolver Revue).

#### Spoluautorka
- Ludvík Ševeček (ed.), Otázky prezentace, interpretace a instalace současného výtvarného umění, 104 s., Státní galerie ve Zlíně 1996, ISBN 80-238-0863-X
- Josef Čapek 1887-1945: Sborník příspěvků ze sympozia konaného 27. a 28. května 1995 v Hronově, Hronov 1998
- Jindřich Chalupecký, Úděl umělce: Duchampovské meditace, 453 s., Torst, Praha 1998, ISBN 80-7215-050-2
- Hana Rousová (ed.), Vademecum: Moderní umění v Čechách a na Moravě (1890 - 1938), 415 s., Gallery, spol. s r.o. (Jaroslav Kořán), Praha 2002, ISBN 80-86010-62-7
- Malíř - básník: Vzpomínání na Josefa Čapka, Academia, nakladatelství Akademie věd České republiky 2004, ISBN 80-200-1120-X
- Martina Pachmanová, Markéta Pražanová (eds.), Vysoká škola uměleckoprůmyslová v Praze / Academy of Arts, Architecture and Design in Prague 1885-2005, 340 s., VŠUP Praha 2005, ISBN 80-86863-09-3
- Cyril Říha (ed.), Nefoťte mě před knihovnou: Kniha pro Jana Rouse, 187 s., Vysoká škola uměleckoprůmyslová, Praha 2009, ISBN 978-80-86863-36-8
- Pavla Pečinková, Pavel Brázda, Richard Drury: Věra Nováková - monografie, 229 s., Argo, Praha 2011, ISBN 9788025703953
- Viktor Karlík, Pavla Pečinková, Podzemní práce, 358 s., Revolver Revue, Praha 2012, ISBN 978-80-87037-42-3
- Karel Srp (ed.), Václav Boštík: O něm a s ním, 410 s., Galerie Zdeněk Sklenář, Praha 2013
- Pavla Pečinková, Martina Pachmanová, Lada Hubatová-Vacková (eds.), Věci a slova. Umělecký průmysl, užité umění a design v české teorii a kritice 1870-1970, 572 s., Vysoká škola uměleckoprůmyslová, Praha 2014, ISBN 978-80-86863-69-6
- Magorova konference, Revolver Revue, 2014, ISBN 978-80-87037-62-1
- Petra Trnková, Lukáš Bártl (eds.), Fotografie především, 193 s., Moravská galerie v Brně, Books & Pipes Publishing, Brno 2017, ISBN 978-80-7485-149-0, ISBN 978-80-7027-286-2
- PITLACH, Milan; PEČINKOVÁ, Pavla; SCHULZ, Carsten Reinhold. Landschaften nach Friedrich Nietzsche = Krajiny podle Friedricha Nietzsche. Praha: KANT, 2021. 106 + 21 s. ISBN 978-80-7437-344-2.